# Правопис Каменецького
Правопис Каменецького (також часто згадується як Правопис Котляревського) — правопис української мови, що використовувався у виданнях перших трьох частин Енеїди Котляревського (1798, 1808) його редактором Йосипом Каменецьким.
Через унікальність правопису Котляревського видань перших трьох частин Енеїди (1798, 1808), цей правопис у багатьох українських мовознавчих працях кваліфікується як «Правопис Котляревського», однак для цього немає достатніх підстав, оскільки два перших видання поеми з'явилися без відома і згоди її автора. Насправді правописна система тексту трьох перших частин поеми Енеїда (1798, 1808) — це справа рук і розуму Йосипа Каменецького й правопис має зватися «Правопис Каменецького».
Як зазначав мовознавець Іван Огієнко, «Котляревський писав тим самим правописом, яким писали в Україні в кінці XVII—XVIII віці».

## Загальна характеристика

### Вживання Ъ в словах
Для передачі українських слів Іван Котляревський використовує звичний алфавіт, тому «Енеїда» для читання та розуміння сучасному читачеві не складний. Але деякі буквенні позначки є відмінними, мають певні особливості у вживанні.
Загальноприйнятою традицією кінця XVIII — початку ХІХ століття є вживання Ъ в словах, що завершуються на твердий приголосний. Винятків з цього правила не знайдено в тексті «Енеїди»: будь ласкавъ, винъ, витривъ, всебъ, горлоризъ, здоровъ, мовъ, тутъ.

### Вживання Э, Е
Російська літера Э вживана лише на початку власних назв іменників і позначає звук [е]: Эвріалъ, Эней, Эолъ. Проте у поодиноких випадках на її місці трапляється звична буква Е: Ектеллъ.
Звук [е] передається також літерою Е, але лише в позиції після приголосного: буде, неотеса, передъ. Та ця ж буква використовується на позначення групи звуків [йе] — фактично прототип сучасної Є. У такий спосіб вона реалізується:
- на початку слова (еретыкъ, Ероха, есть);
- після голосного (не уважае, своей, Энеевыхъ, яруе);
- після Ь, Ъ, що позначають м'якість або твердість попереднього губного — на місці сучасного апострофа (выпьешъ, зъеднать, побьемось, пъе);
- після м'якого приголосного (дульеты, залье).

### Вживання букви И та звука [и]
Щодо передачі звука [и] автор непослідовно вживає букви Ы, И та І.
Буква Ы послідовно передає звук [и], який походить з етимологічного Ы (що відбиває тодішню правописну традицію), та менш послідовно відображає той же звук, що походить з етимологічного И: бабыще, бы, вызыраю, колы, крыва, мы, пылненько, тры. Буква Ы трапляється на початку слова: ынчи — це відображає фонетичну особливість української літературної мови, проте є винятком з правил, оскільки послідовно на цьому місці в «Енеїді» вживається літера И (игралась, изслызла, индыкъ) і позначає звук [і].
Цікавим є вживання букви И на позначення звука [и], що трапляється у тексті твору. Таких лексем небагато і скоріше це винятки з правил вживання літери Ы, систематизований матеріал дає можливість зробити висновки, що таку фонетичну реалізацію ця літера отримує у випадках, коли вживається:
- після шиплячих [ж], [ч], [шч] (живитъ, чимъ, зледащивъ), але поряд можна спостерігати літеру Ы (мужыкъ, бачывъ, сказавшы);
- після губних [б], [п], [в], [м] (убирайся, пичинокъ, квичать, мителку — але бытыся, пылы, несамовытый, умытысь);
- після [р] (в корені -ри- — задрижалы, ридвани, стримила; у значенні префікса при- — приказавшы, принять; після приголосного [р] — чотыри), але переважають слова з Ы (закрычавъ, прыбираты, прыжаться і т. д.);
- після гортанних [г], [к]: (гиди, гичъ, кибалку, кишени), та в переважній більшості на цьому місці з'являється Ы (кыслыци, могылы, рукы);
- серед дібраного матеріалу літера И у значенні [и] трапляється також після проривних [д], [т]; свистячих [з], [ц], [с]; сонорних [л], [н]: роззійдится, братикъ, тименыци, будыты, тыномъ; зимою, Циней сирівець,- зыркнешъ, Сыцылію, сылы; издали, не бували, ниначе — колы, глузовалы, убраный.

Можливо, такі лексеми більш правомірно називати помилками, але, на нашу думку, вони вже відображають властивості української народної мови з прагненням до ствердіння губних, шиплячих, гортанних та дрижачих.
Більш послідовно літера И реалізується у звуці [і] в різних значущих частинах слова: у префіксі (зигнать, пив-слова, пидмостывся, пидступыла), у корені (видьмамъ, силлю, скилько), у суфіксі (далеби-що, тоги, хотивъ), у флексії (гребли, соби, Тарани). Цей же звук може передавати буква І, вживання якої зумовлено певною позицією. На місці И послідовно вживається І після приголосного перед Й (гирчійшый, завзятійшый, покійный), після приголосного перед Я, Ю, Є, Ї (діявольська, Пріямово, олію, Сыцылію, халазію, всякіе, перебіець, повніи), на початку слова перед голосним або перед Й (Ійонъ, Іулъ).
Сучасна літера Ї на позначення звуків [йі] передається декількома варіантами: И (доброи, злыи, зъ неи, ихъ, твоимы, тимьи, Трои), ѣ (лише в одній лексемі ѣи), ЙІ (йіжака, йій), ЙИ (зайидавъ, йисты, надойило, розъйихався, пойихавъ), ІЙ (своій).

### Позначення апострофа
У сучасній українській літературній мові після губних приголосних, після твердого [р], після префікса, що завершується на приголосний звук перед Я, Ю, Є, Ї ставиться апостроф і у такому випадку зазначені
голосні позначають два звуки. У тексті на цьому місці можемо побачити літери:
- після губних в корені слова Ь (пьять, слывьянку, тимьи) та Ъ (въется, кавъяръ, напъявсь), але якоїсь послідовності у їх вживанні виділити неможливо, оскільки в одному і тому слові можна побачити як Ь, так і Ъ (пьятамы, пъятою, пьяный, пъяный, увьявъ, увъявъ), якщо не звертати увагу на однокореневі утворення типу пьяни, пъянюгы, звъязана, завъязала;
- після префікса, що завершується на приголосний регулярно вживається Ъ (зъеднать, изъйивъ, розъярывся), але у цій позиції можливе вживання Ь (розьярылысь);
- після [р] переважно спостерігаємо Ь (Бендерью, бурьяни, пирья).

У деяких словах взагалі не присутні літери ъ або ь на позначення твердості попереднього приголосного і
подвійності ([йа], [йу] і т. д.) наступного голосного (люблязно, одвязатісь).
Правила вживання -йо- та -ьо- відповідають сучасним нормам і винятки відсутні, наприклад, на початку
слова і складу (його, йому, йоржи, Йонъ і пайокъ, скуйовдыла, клейонкы) та в середині складу (льохъ, всього, дьоготь, трьома і т. д.).

### Подвоєння та подовження
Подвоєння та подовження приголосних в іменниках на -я у позиції між двома голосними передається
аналогічно до сучасних вимог: похмилля, весилля, лахмиття, пуття, мальовання. Хоч поряд використані попадя, судья, Илья, покутя. В іменниках мішаної групи послідовно вживається кінцевий -а замість -я: клочча, увичча, безчоловичча, збижжа. В орудному відмінку вказаних іменників подвоєння відсутнє — силью поряд з силлю, мытью, челядью, поряд з челяддю, ратью. Без подвоєння написані і особові форми від дієслова лити: льются, пролю, льешъ.

### Правопис дієслівних сполук
Дієслівні сполуки на -ться пишуться переважно без Ь (хочется, посылкуется, дадутся, творытся, прыйдется, водытся), хоча присутні слова остаться, пидмостыться, заслужыться, прыжаться, подывыться, напыться. Закономірність у вживанні вказаних сполук відсутня.
Частки (особливо модальні) частовживані в тексті «Енеїди». У їх правописі присутня певна несистематичність:
- частки бъ (бы), жъ (же) як разом так і окремо: колыбъ, якибъ, мусилыб, хтобъ і пиднявся бъ, купывъ бы, не обійшлося бъ; щожъ, затежъ, колыжъ, глядыжъ разом з намацавшы жъ, для бильшого жъ, нехай же, потиха жъ.
- частки аби-, де-, ни-, -сь, що- замість того, щоб писатися разом, пишуться окремо (ни хто, де колы, що день), разом (никого), через дефіс (де-яка, що-сылъ, абы-якъ);
- -ось пишеться на відміну від теперішнього правопису через дефіс: якъ- ось, ажъ-ось;
- частки -бо, -но, -то, -таки використані через дефіс, що відповідає сучасному правопису, (яково-то, така-то), але знаходимо одне слово самы то, написане окремо.

### Правопис прикметників
Цікавим є правопис прикметників, утворених від іменників власних назв за допомогою суфіксів -ськ-, — зьк-, -цьк-, які систематично пишуться з великої літери: Кіеськыхъ, Полтавськыхъ, Олымпська, Запорожську, Гадяцькій, Нимецьку. Іменники на позначення певної національності так само подаються в тексті лише з великих літер (Аврунци, Латынаже, Москаля, Рутульцеви, Троянець).
Правопис прислівників, прийменників дещо відмінний від норм сучасної граматики, виявлення якогось
порядку не вдалося: въ гору, въ мыгъ, геть-пречъ, до-купы, помолодецьку, по просту, по своему.

## Фонетичний принцип правопису
Іван Петрович застосовує фонетичний принцип правопису (тим самим принципом послуговується О. Павловський, який 1818 року видав «Грамматику»). Хоч І. П. Котляревський і не є новатором у цій
галузі, проте його заслуга полягає в популяризації цього принципу.
Ознакою використання І. П. Котляревським народної мови є звук [дж] і [дз] у лексемах типу бджолы, джерегели, джерело, гуджга, уджыгнувъ і дзвинъ, ксьондзы, гудзыкамы, гедзалась. Але звук [дж] не виявляє себе у чергуванні з кореневим -д- (выпровожалы, насажавшы, провожала, снаряжалась). М'якість звука [ц] в кінці слова теж вказує на народне джерело мови «Енеїди», приклади яких наявні як в іменниках однини і множини (ранець, танець; племинныця, телыцю; вечерныци, молодыци), так і в прислівниках (напростець). У свою чергу дотримання твердости кінцевих губних, шиплячих та [р]: жывъ, церковъ, червъ, пивничъ та хмаръ, пожаръ, выхоръ, хоч і є винятки (царь, сподарь, пекарь, броварь), які безперечно відображають особливості місцевого говіркового мовлення, що й сьогодні можна спостерігати в полтавських говорах, але написання лексем типу теперь — теперъ, гирьшъ — гирше, кровь — кровъ вважаємо механічною помилкою.
Вживання суфіксальної -в- замість -л- в дієсловах у творі є послідовним (захотивъ, потерявсь) і свідчить знову-таки на користь україномовного походження як і заміна кореневої -л- на -в- у іменних частинах мови (довго, ковбаса, пивничъ, шовковый і т. д.).
Випадне -е- як типова ознака української мови також наявна у творі (костри, старцямъ, слипци, мни) і є закономірним явищем.
Про народне походження мови «Енеїди» можна також навести й такі приклади послідовного вживання -ри-, -ли- в корені (кривавой, крывавъ, крычы); одзвінчення кінцевих приголосних (мабудь). Протетичний приголосний трапляється нерегулярно, проте відчувається тяжіння до такого вживання: вивця, викна, гостренька, калавура на противагу на усъ, огонь, уста і т. д.
До діалектних особливостей також відносимо заміну [х] на [хв] (охвоты, хвыстка), [хв] на [ф] (фирткы) та навпаки [ф] на [хв] (манихвестъ). Цікавими з точки зору діалектології є також дієслівні утворення з суфіксом -ова- замість -ува-: дяковать, лютовавъ, совавсъ, ростолковавъ і відповідно похідні від них утворення (бисноватымъ, будовання, лыцарьковатый, ушановання).
Окремо треба зупинитись на фонетичних процесах, які наявні у творі. Чергування давньоруських о, е з і в
префіксах та коренях є показником наближення мови «Енеїди» до народної:
- — со- на зи- (зигнать, зизнавъ, зимкне);
- — под- на пид- (пиднесла, пидпалъ, пидъ);
- — от- на вид- (видкиль, видпустыть, видсиль, видтиль);
- — в корені (визокъ, викна, запичка, постиль, поригъ, хвистъ), паралельно вживаються Іваном Петровичем форми Бигъ — богъ та въ помичъ — въ помочъ, одтявъ — видтявъ. Це чергування не є послідовним. Зокрема воно відсутнє у наступних позиціях:

- од- (одвага, одгадала, одиславъ, одкупъ, одперъ);
- до- (дождалысь, дойшла, досталысь);
- -овъ- (пырижковъ);
- -ость- (жвавость, труслывость, хытрость);
- в корені (война, локоть, ногти, посли, походъ, розни, скороходъ).

Якоїсь чіткої закономірності у чергуванні голосних о, е вивести не вдалося, проте однозначно можна
говорити, що їх наявність є даниною тодішній книжній правописній традиції.
Чергування кореневих приголосних відбувається у такі способи:
- — к — ч — ц: боляцци, кулачкы, научу, собачу;
- — г — ж — з: брази, небоже, небози, порози, тяжко, услужлыва, але запорожськыхъ;
- — х — ш — с: бреше, душа, пазуси;
- — ст, ск — щ: гущу, затрищало, прощайся, хрещеный;
- — т — ч, ц: багацько, одвичало, охоча, хотябъ, але хоть поряд з хочъ.

Як висновок зазначимо, що чергування приголосних є більш систематичним явищем, винятки
трапляються лише в певних окремих лексемах.

## Спрощення приголосних
Спрощення приголосних відбувається непослідовно: одсрочу, пакосный, пысне, сонце, триснувъ, та не радостну, честни, щастлыву; є навіть такі приклади, як для празныка — праздныка, сердцю — зъ серця. Явище повноголосся реалізується у таких словах як голодрабцивъ, золотой, молодци, соромъ, але поряд з ними бачимо і прахъ, храбри. Це, на наш погляд, пояснюється функціонуванням двох видів мов (книжної і розмовної). На користь цієї думки свідчать однокореневі лексеми, які реалізуються в двох варіантах: врагъ — врагы -ворожу — ворогивъ; въ гласъ — голосомъ; предъ — передъ; чрезъ.

## Асиміляційні процеси
Цікавими в епопеї є асиміляційні процеси, наприклад, боляцци, озьде і т. д. Отже, фонетичні уподібнення відбуваються:
— за м'якістю (реминьцямы, Трояньци, царьскій, але хрысьянську, Шльонському); — за способом творення:
1) кінцевого префіксального приголосного: здавався, зломывсь — сложенный, спустылась, схотивъ; розвела, роздигся, роздяглась, розжеврилось, розкрычався, розмахала, розсердывся -росказать, роскачалы, роспустышъ, росходылась;
2) попереднього прийменника: зъ застолу, зъ лыха, зъ нудьгы, зъпиввидерка, зъ розумомъ, зъ страху — съ дорогы, съ запичка, съ кути, съ пидъ, съ своимъ, съ торгу, съ хмелю, съ царыцей, съ часныкомъ.
Говорити про якусь систему у вживанні с- або з- не доводиться, оскільки бачимо їх паралельність.
Дисиміляція наявна у лексемах прудко, пшенышни, сердешный, худко, швыдче, ынчій.
І. П. Котляревський став батьком нової української літератури, але не нової української літературної
мови. Що стосується його правопису, то він, за словами І. Огієнка, «продовжував тільки старі традиції наші, але вже захмарені гражданкою Петра І». Але «Енеїда» поставила на порядок денний тогочасного мовознавства наскрізне питання функціонування та розвитку, боротьби історико-етимологічного і фонетичного правопису.